# Zolman Cohen
Zolman Martin Cohen, pseud. Porky Cohen (ur. 2 czerwca 1924 w Springfield, Massachusetts, zm. 14 kwietnia 2004 w Providence, Rhode Island) – amerykański puzonista.
Występował w big-bandach znanych artystów, m.in. Artie Shawa, Tony Pastora, Jimmy Dorseya i Lucky Millindera. Wieloletni członek grupy Roomful of Blues.
W 1996 wydał swój jedyny album solowy Rhythm and Bones.